# Елизабет Оливет
Др Елизабет Оливет је измишљени лик из телевизијске крими-драме Ред и закон. Њу је тумачила КЕролин Мекормик од 1991. до 1997. и 1999. године. Лик је поново почео да се појављује од 2002. године, мада су појављивања постала много ређа, а последњи пут појавила се у серији Ред и закон 2009. године. После укидања серије, Оливетова се често појављује у серији Ред и закон: Одељење за специјалне жртве, а последњи пут се тамо појавила 2018. године.
Оливетова је један од петоро ликова који су се појавили у све четири Ред и закон серије радњама смештене у Њујорк. Остала четири лика су Лени Бриско (Џери Орбак), Ед Грин (Џеси Л. Мартин), Артур Бренч (Фред Далтон Томпсон) и Елизабет Роџерс (Лесли Хендрикс). Оливетова и полицијски психијатар Емил Скода (Џ. К. Симонс) су једини ликови из серије Ред и закон који су се појавили и у серији Њујорк на тајном задатку, још једној серији Дика Волфа. Оливетоа се појавила у 94 епизоде у франшизи (84 у серији Ред и закон, 5 у серији Ред и закон: Одељење за специјалне жртве и по 1 епизоди у серијама Ред и закон: Злочиначке намере и Ред и закон: Суђење пред поротом).

## Животопис лика
Оливетова је уведена као клиничка психологиња код које иду на разговоре детективи из 27. испоставе на Менхетну и даје стручне савете окружном тужилаштву. Обично има задатке да саслуша убице за које треба да се утврди да ли су или не правно неурачунљиви и да помогне окружном тужилаштву да створи психолошки профил.
Кад се први пут појавила, њу је испостава унајмила да помогне детективу Мајку Логану (Крис Нот) кад му је ортак Макс Гриви (Џорџ Џунџа) убијен на дужности. Иако су лоше почели, она је помогла Логану да се опорави од губитка па су њих двоје оформили близак однос. Лик се појавио у неколико епизода после тога.
Оливетова не нуди често лаке одговоре на сложене случајеве. Тај начин је доводио до извесних узрујавања извршног ПОТ-а Бена Стоуна (Мајкл Моријарти), а поготово његовог наследника Џека Мекоја (Сем Вотерстон) чије су тужилачке стратегије понекад угрожавале њене дијагнозе. Она је такође често саосећајна, више у вези психотерапија и психијатријских болница него затвора и противпсихотичних лекова за поремећене злочинце. То се често косило са осећајем детектива за правду.
У епизоди "Нема наде" 1992. године, Оливетову је злостављао и силовао гинеколог др. Алекс Мерит (Пол Хект). Иако је Мерит на крају послат у затвор, њени осећајни ожиљци никад нису у потпуности зарасли. Касније се у епизоди "Тачка гледишта" Оливетова вратила, али је силовање наставило да је прогони и да јој утиче на расуђивање. Кад ју је позвао заступник осумњичене да сведочи (осумњичена је била жена са којом је она разговарала, а која је убила човека који ју је можда силовао), извршни ПОТ Стоун је искористио силовање Оливетове како би ојачао случај. Касније јој се он извинио и она му је опростила. Неколико година касније када је разговарала са Логаном 2006. у епизоди "За Бона" серије Ред и закон: Злочиначке намере, алудирано  је да можда има породицу.
Лик је исписан из серије 1997. године, а у франшизи Ред и закон, Оливетова је отишла у приватну праксу. Њу је заменио др. Емил Скода. У сезони из 2002. године, она се вратила како би радила као слободњак за тужилаштво. Касније се појавила у неколико епизода серије Ред и закон.
Мекојев сложени однос са Оливетом почео је после упознавања у епизоди "Плави бамбус" 1994. године. У тој епизоди, Оливетова је разговарала са оптуженом (Лора Лини) која је убила полно нападног послодавца, а Мекоја је стручно обавестила да осећа да је жена истраумирана због насиља које је претрпела. Мекој је онда одговорио да не може да је позове као сведокињу. Од тад, Мекој има променљив однос са Оливетовом. Временом се повукао са одбранбеног положаја како би је убедио да му помогне, а пример је епизода "Повластица" у којој му је требало њено стручно мишљење како би осудио алкохоличара (Еди Малаварка) оптуженог за убиство усвојитеља.
У епизоди "Издаја" 2008. године, Мекој је открио да је док је била психолошка саветница, Оливетова имала полни однос са једним детективом коме је ортак убијен. Иако није непосредно речено, могуће је да је тај детектив био Логан. Оливетова је осетила да је била присиљена да противречи стручној сведокињи тужилаштва др. Лидији Стронах (Ненси Хес) која је радила проучавања о полном злостављању деце која су званично била цензурисана јер су била опасна и штетила једној овлашћеној личности њене струке. Кад је Оливетова обавестила Мекоја да ће сведочити за одбрану, он није имао избора него да омогући Мајклу Катеру (Лајнус Роуч), свом наследнику на месту извршног ПОТ-а, податак који ће искористити у њихову корист кад буде унакрсно испитивао Оливетову. Кад је Катер испитао Оливетову током суђења, она је потврдила везу, али је и додала да је престала да лечи (идаље неименованог) детектива убрзо пошто је веза почела.

## Појављивање ван серијеРед и закон
- Године 1996. се појавила у епизоди "Смек се вратио" серије Њујорк на тајном задатку јер је код ње на разговор ишла детективка Нина Морено (Лорен Велез).
- Године 2000. се појавила у епизоди "Бебоубица" серије Ред и закон: Одељење за специјалне жртве када ју је унајмио заступник који је бранио једног дечака оптуженог за убиство па се нашла на супротној страни од своје бивше колегинице Александре Кабот (Стефани Марч).[7] Такође се на кратко појавила у епизодама "...Или само личи на то", "Злостављање", "Смртоносни занос", "Патолошки" и "Сети се и мене" исте серије.
- У епизоди "Дан" серије Ред и закон: Суђење пред поротом, Оливетова је саветовала Трејси Кајбер (Биби Новирт) око умног стања низног силоватеља ког је тужила.[8]
- Године 2006. у епизоди "За Бона" серије Ред и закон: Злочиначке намере, Логан је ишао код ње на разговор кад је случајно убио детектива на тајном задатку.[3]
- Такође у серији Ред и закон: Злочиначке намере, код Оливетове на разговор ишли су и ддетективка Александра Имс (Кетрин Ерб) пошто је била отета и мучена[9] и њен ортак детектив Роберт Горен (Винсент Д'Онофрио) док је био удаљен са дужности.[10]